# استیسی ویلسون

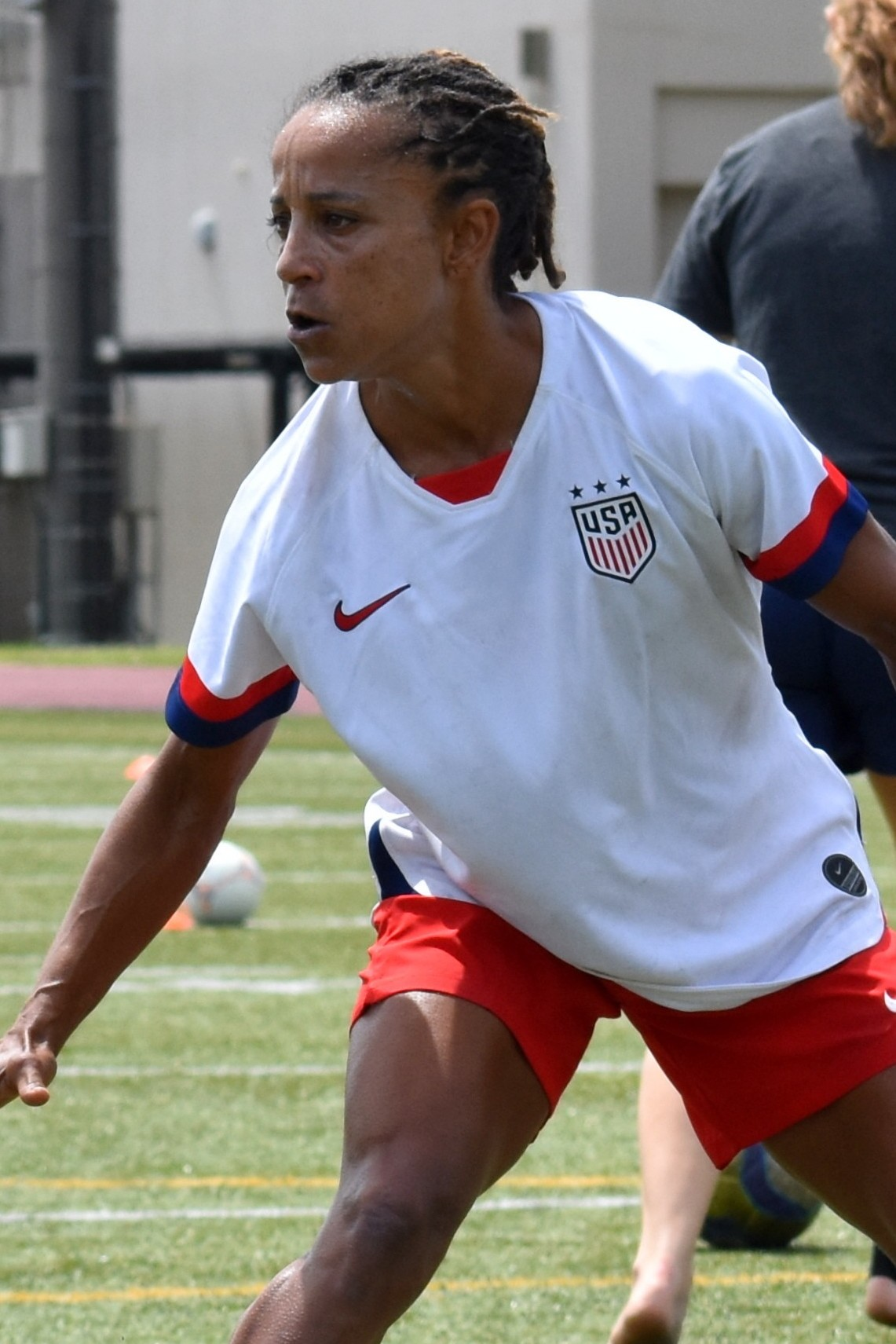
استیسی ویلسون زادهٔ ۸ ژوئیهٔ ۱۹۷۶ بازیکن فوتبال اهل ایالات متحده آمریکا

استیسی ویلسون (انگلیسی: Staci Wilson؛ زادهٔ ۸ ژوئیهٔ ۱۹۷۶) بازیکن فوتبال اهل ایالات متحده آمریکا است.

## تیم ملی
وی همچنین در تیم ملی فوتبال زنان ایالات متحده آمریکا بازی کرده‌است.

## افتخارات
وی برندهٔ مدال طلا بازی‌های المپیک تابستانی ۱۹۹۶ شده‌است.